# Mineralnye Vody
Minerálnye Vody (en ruso: Минеральные Воды; lit. aguas minerales) es una ciudad en el krai de Stávropol, Rusia, localizada a lo largo del río Kumá y en la línea ferroviaria principal entre Rostov del Don y Bakú (Azerbaiyán). Su población era de 76 481 habitantes en 2010. La ciudad sirve como puerta de entrada a las aguas minerales del Cáucaso. Cuenta con un aeropuerto que conecta la ciudad con otros destinos importantes en Rusia, así como algunos destinos internacionales.

## Clima
| Parámetros climáticos promedio de Mineralnye Vody (1991-2020) | Parámetros climáticos promedio de Mineralnye Vody (1991-2020) | Parámetros climáticos promedio de Mineralnye Vody (1991-2020) | Parámetros climáticos promedio de Mineralnye Vody (1991-2020) | Parámetros climáticos promedio de Mineralnye Vody (1991-2020) | Parámetros climáticos promedio de Mineralnye Vody (1991-2020) | Parámetros climáticos promedio de Mineralnye Vody (1991-2020) | Parámetros climáticos promedio de Mineralnye Vody (1991-2020) | Parámetros climáticos promedio de Mineralnye Vody (1991-2020) | Parámetros climáticos promedio de Mineralnye Vody (1991-2020) | Parámetros climáticos promedio de Mineralnye Vody (1991-2020) | Parámetros climáticos promedio de Mineralnye Vody (1991-2020) | Parámetros climáticos promedio de Mineralnye Vody (1991-2020) | Parámetros climáticos promedio de Mineralnye Vody (1991-2020) |
| Mes                                                           | Ene.                                                          | Feb.                                                          | Mar.                                                          | Abr.                                                          | May.                                                          | Jun.                                                          | Jul.                                                          | Ago.                                                          | Sep.                                                          | Oct.                                                          | Nov.                                                          | Dic.                                                          | Anual                                                         |
| ------------------------------------------------------------- | ------------------------------------------------------------- | ------------------------------------------------------------- | ------------------------------------------------------------- | ------------------------------------------------------------- | ------------------------------------------------------------- | ------------------------------------------------------------- | ------------------------------------------------------------- | ------------------------------------------------------------- | ------------------------------------------------------------- | ------------------------------------------------------------- | ------------------------------------------------------------- | ------------------------------------------------------------- | ------------------------------------------------------------- |
| Temp. máx. abs. (°C)                                          | 19.5                                                          | 21.9                                                          | 30.3                                                          | 34.5                                                          | 34.9                                                          | 37.5                                                          | 40.2                                                          | 41.1                                                          | 37.4                                                          | 34.1                                                          | 25.8                                                          | 19.4                                                          | 41.1                                                          |
| Temp. máx. media (°C)                                         | 1.8                                                           | 3.5                                                           | 9.6                                                           | 17.0                                                          | 22.6                                                          | 27.4                                                          | 30.7                                                          | 30.2                                                          | 24.5                                                          | 16.9                                                          | 8.6                                                           | 3.3                                                           | 16.3                                                          |
| Temp. media (°C)                                              | -2.4                                                          | -1.6                                                          | 3.8                                                           | 10.2                                                          | 15.8                                                          | 20.4                                                          | 23.3                                                          | 22.8                                                          | 17.4                                                          | 10.8                                                          | 3.7                                                           | -0.9                                                          | 10.3                                                          |
| Temp. mín. media (°C)                                         | -5.6                                                          | -5.4                                                          | -0.5                                                          | 4.5                                                           | 9.8                                                           | 14.0                                                          | 16.4                                                          | 16.1                                                          | 11.6                                                          | 6.2                                                           | 0.2                                                           | -4.0                                                          | 5.3                                                           |
| Temp. mín. abs. (°C)                                          | -33.3                                                         | -31.6                                                         | -23.4                                                         | -7.6                                                          | -2.9                                                          | 3.2                                                           | 7.4                                                           | 4.2                                                           | -4.6                                                          | -18.0                                                         | -23.6                                                         | -31.5                                                         | -33.3                                                         |
| Precipitación total (mm)                                      | 19                                                            | 18                                                            | 32                                                            | 53                                                            | 68                                                            | 82                                                            | 63                                                            | 43                                                            | 38                                                            | 38                                                            | 28                                                            | 27                                                            | 509                                                           |
| Nevadas (cm)                                                  | 4                                                             | 4                                                             | 1                                                             | 0                                                             | 0                                                             | 0                                                             | 0                                                             | 0                                                             | 0                                                             | 0                                                             | 1                                                             | 3                                                             | 13                                                            |
| Días de lluvias (≥ 1 mm)                                      | 11                                                            | 9                                                             | 14                                                            | 15                                                            | 15                                                            | 15                                                            | 12                                                            | 11                                                            | 14                                                            | 15                                                            | 15                                                            | 12                                                            | 158                                                           |
| Días de nevadas (≥ 1 mm)                                      | 14                                                            | 14                                                            | 9                                                             | 1                                                             | 0.1                                                           | 0                                                             | 0                                                             | 0                                                             | 0                                                             | 1                                                             | 5                                                             | 11                                                            | 55.1                                                          |
| Humedad relativa (%)                                          | 84                                                            | 82                                                            | 79                                                            | 72                                                            | 72                                                            | 71                                                            | 66                                                            | 66                                                            | 72                                                            | 79                                                            | 85                                                            | 86                                                            | 76.2                                                          |
| Fuente: Погода и климат                                       |                                                               |                                                               |                                                               |                                                               |                                                               |                                                               |                                                               |                                                               |                                                               |                                                               |                                                               |                                                               |                                                               |